# Henri Giraud
Henri Giraud (født 18. januar 1879 i Paris, død 11. marts 1949 i Dijon) var en fransk general, der deltog i både 1. og 2. verdenskrig.

## Biografi
Giraud blev brigadegeneral den 22. december 1930, generalmajor 1. marts 1934, generalløjtnant 11. april 1936 og general 3. juni 1939. Efter 2. Verdenskrigs udbrud blev han fra 2. september 1939 øverstbefalende for 7e Armée. Han blev tilfangetaget den 19. maj 1940. Hans flugt fra tysk fangenskab i et slot nær Dresden den 17. april 1942 til Gibraltar blev opdaget.
Giraud var medlem af Det Øverste Militære Råd (membre du Conseil Supérieur de la Guerre) fra marts til september 1939.